# Cắt nâu
Cắt nâu (danh pháp hai phần: Falco berigora) là một loài chim săn mồi thuộc Họ Cắt (Falconidae).
Loài này sinh sống ở những vùng khô của Úc. Con trưởng thành dài 450mm đến 500mm. Chúng sinh sản từ tháng 6 đến tháng 11, đôi khi chúng làm tổ trong lỗ thân cây, con mái đẻ 2-5 trứng có vỏ chấm đỏ và nâu. Chúng ăn động vật có vú nhỏ, bao gồm con chuột và thỏ non. Nó cũng ăn các loài chim nhỏ, thằn lằn, rắn và một loạt các vật không xương sống đặc biệt là sâu bướm, châu chấu, dế và bọ cánh cứng.